# Fulham Football Club
Pour les articles homonymes, voir FFC.
Maillots
Actualités

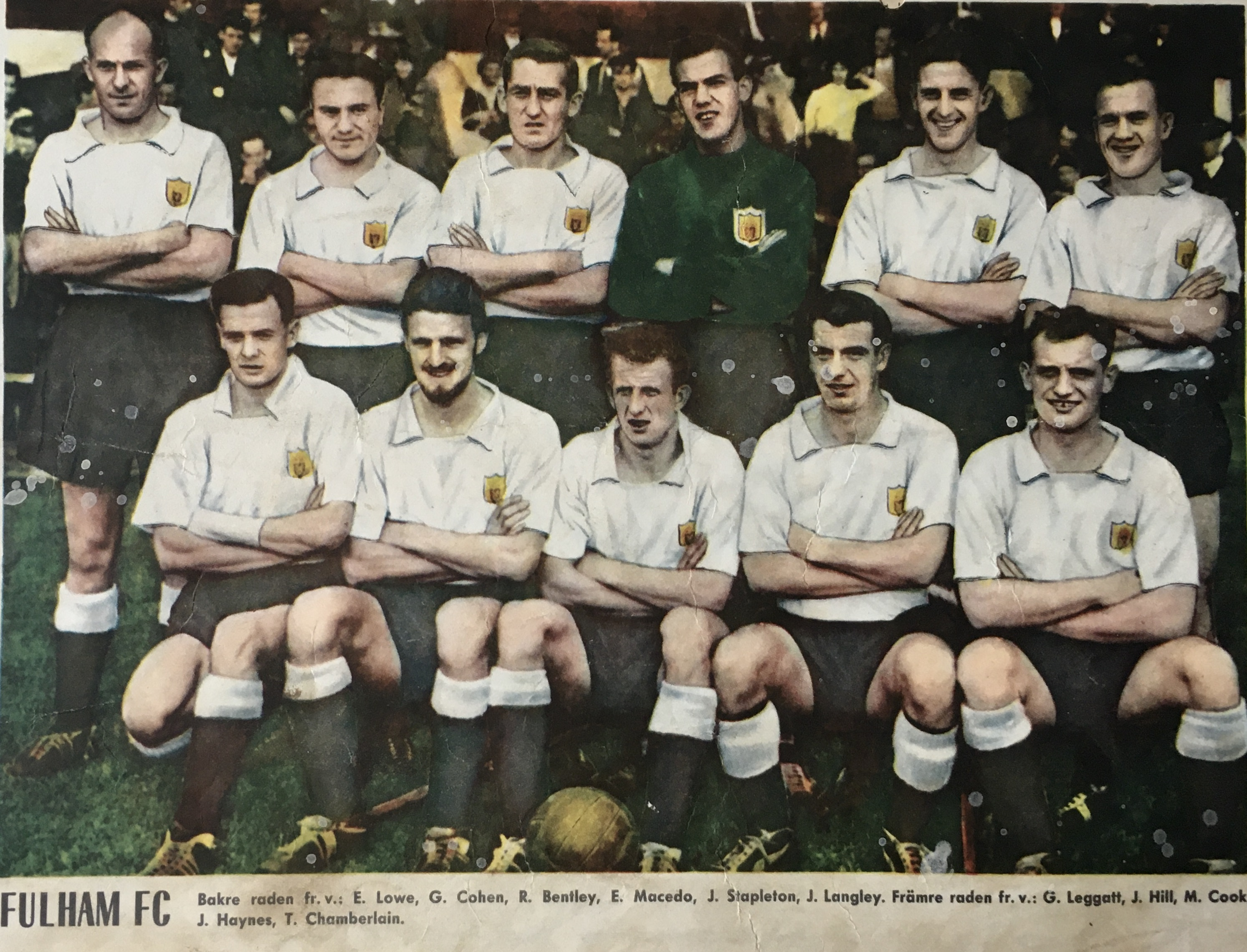
Fulham FC, 1958 avec Johnny Haynes.

Le Fulham Football Club ou FFC, également connu sous le nom de The Cottagers ou The Whites, est un club de football du quartier de Fulham, situé dans le sud-ouest de Londres. Fondé en 1879, il est le plus ancien club de football professionnel de Londres.
Depuis 2013, il est la propriété de l'homme d'affaires pakistano-américain Shahid Khan qui a racheté le club à Mohamed Al-Fayed.
À l'issue de la saison 2021-2022, le club remonte en Premier League.
Fulham possède une statue de Johnny Haynes, joueur le plus capé du club, en dehors de son stade de Craven Cottage.

## Histoire
(novembre 2017).

### 1879-1907: Fondation et années en Southern League
Le club fut fondé en 1879 sous le nom de Fulham St Andrew's Church Sunday School F.C., fondée par des fidèles de l'Église d'Angleterre située à Star Road, dans le quartier de West Kensington. L'église mère du club de Fulham existe toujours aujourd'hui avec une plaque commémorant la fondation de l'équipe. Fulham remporte la West London Amateur Cup en 1887. En décembre 1888 le club raccourci son nom pour adopter le nom que l'on connaît actuellement et devenir le Fulham Football Club. En 1893, le club remporte la West London League (en).
L'une des toutes premières tenues du club était un maillot à moitié rouge et à moitié blanc avec un short blanc porté durant la saison 1886-1887. Le club commence à disputer ses rencontres à Craven Cottage à partir du 10 octobre 1896 à l'occasion du match opposant le club à l'équipe de Minerva F.C. (en), formation aujourd'hui disparue. Fulham est l'un des plus anciens clubs du sud de l'Angleterre à évoluer actuellement à un niveau professionnel, bien qu'il y ait de nombreuses équipes évoluant en Non-League football comme le club de Cray Wanderers F.C. (en) fondé deux décennies auparavant.
Le club obtient son statut professionnel le 12 décembre 1898, l'année même où il a été admis en deuxième division de la Southern Football League, qui était différente de sa forme actuelle. C'est alors le deuxième club de Londres à devenir professionnel, après Arsenal, alors nommé Royal Arsenal. Le club adopte un équipement rouge et blanc au cours de la saison 1896-97.
En 1902-1903, le club obtient sa promotion  en Première Division de la Southern League. Le premier équipement entièrement blanc est arrivé en 1903, et depuis lors, le club joue en maillot entièrement blanc et en short noir, avec des chaussettes qui ont connu diverses évolutions en noir ou en blanc, mais elles sont généralement uniquement blanches. Le club a remporté la Southern League à deux reprises, en 1905-1906 et 1906-1907.

### 1907-1949: Football League
Fulham rejoint la Football League après son deuxième titre de Southern Division remporté la saison précédente. Le club dispute son premier match de championnat à l'occasion de la rencontre de Football League Second Division lors de la saison 1907-1908 qui voit la formation londonienne s'incliner 1-0 sur sa pelouse face à Hull City. Le club obtient sa première victoire quelques jours plus tard en déplacement au Baseball Ground face à Derby County sur le score de 1-0. Fulham finit la saison à la 4e place à 3 points de la promotion. Toujours durant cette saison, le club se hisse jusqu'en demi-finale de la FA Cup, où durant son parcours les cottagers battent notamment l'équipe de Luton Town à l'extérieur sur le score de 8-3. En demi-finale, ils sont cependant sèchement battu 6-0 par Newcastle United, ce qui constitue toujours un record pour une rencontre de demi-finale de FA Cup. Deux ans plus tard, le club remporte la London Challenge Cup durant la saison 1909-1910. La quatrième place acquise lors de la première saison des whites en seconde division, constitue alors le meilleur classement du club à ce niveau et ce jusqu'à la saison 1927-1928, qui voit Fulham être relégué en Football League Third Division South (en) créée en 1920. En 1911, le club voit évoluer l'attaquant égyptien Hussein Hegazi sous ses couleurs lors d'un seul match, au cours duquel il inscrira même un but, qui est alors un des premiers joueurs non britanniques à jouer en Football League, qui jouera par la suite pour la formation de Dulwich Hamlet F.C. (en), évoluant quant à elle en Non-League.
Pendant cette période, l'homme d'affaires et homme politique Henry Norris fut le président du club et, curieusement, il a joué un rôle indirect dans la fondation du club rival, situé dans le quartier de Fulham, le Chelsea FC. Lorsque Norris a rejeté l'offre de l'homme d'affaires Gus Mears (en) de déménager le club de Fulham sur un terrain où se trouve l'actuel stade de Chelsea, Stamford Bridge, Mears a alors décidé de créer sa propre équipe pour occuper le terrain. En 1910, Norris a commencé à combiner son rôle à Fulham avec la présidence d'Arsenal. Fulham a eu plusieurs joueurs internationaux de haut niveau dans les années 1920, dont Len Oliver (en) et Albert Barrett (en).
Après avoir terminé cinquième, septième et neuvième sur 22 équipes, lors de ses trois premières saisons en Football League Third Division South (en), Fulham remporte le championnat lors de la saison 1931-1932. Ce faisant, ils ont battu Torquay United 10-2, ont remporté 24 de leurs 42 matchs et ont marqué 111 buts, ce qui leur a permis de retrouver la deuxième division. La saison suivante, le club a manqué une deuxième promotion consécutive, terminant troisième derrière Tottenham Hotspur et Stoke City. Le club a ensuite connu des résultats mitigés en championnat, mais il a néanmoins atteint une autre demi-finale en FA Cup pendant la saison 1935-1936. Le 8 octobre 1938, Craven Cottage connaît son record de fréquentation lors du match opposant le club à Millwall, avec une affluence de 49 335 spectateurs qui ont assisté à la rencontre.
Le championnat et la Coupe ont été fortement perturbés par le déclenchement de la Seconde Guerre mondiale en 1939. La Ligue de football a été temporairement divisée en divisions régionales, avec une coupe de la guerre (en) et une Coupe de guerre de Londres (en) à gagner. Craven Cottage a été utilisé comme beaucoup d'autres terrains pour la remise en forme et l'entraînement des jeunes réservistes de l'armée. Après la guerre, un championnat complet n'a été rétabli que pour la saison 1946-1947. Lors de la troisième saison de ce qui est maintenant considéré comme l'ère moderne du football, Fulham a terminé en tête de la deuxième division, avec un bilan de 24 victoires, 9 matchs nuls et 9 défaites, identique à celui qui leur avait permis de remporter la Third Division South 17 ans plus tôt. En 1948, John Fox Watson devient  l'un des premiers joueurs originaire du Royaume-Uni à signer pour un grand club étranger  lors de son transfert au Real Madrid.

### Depuis 1996
En janvier 1996, le club, qui ne compte alors plus que huit salariés à plein temps, est à l'agonie. Loin de la glorieuse époque de George Cohen ou Bobby Moore, il se bat pour garder son statut professionnel tandis que le stade centenaire de Craven Cottage est menacé par des promoteurs immobiliers. L'équipe première boucle l'exercice 1995-1996 à la 17e place de quatrième division. L'année suivante, supportés par 930 abonnés, les Cottagers s'offrent la montée, la première depuis quinze ans.
Le 29 mai 1997, Mohamed Al-Fayed devient actionnaire principal du club. D'emblée, il investit 930 millions de francs[Lesquels ?] et déclare vouloir « faire de Fulham le Manchester United du sud de l'Angleterre ». Le patron engage Kevin Keegan comme manager et lui confie 120 MF[Quoi ?] pour le recrutement. En mai 1999, l'entraîneur réussi son pari de faire monter le club en seconde division avant de partir au chevet de l'équipe nationale. Généreux et passionné, le propriétaire dépense sans compter pour soutenir l'équipe féminine, le centre de formation et offre une nouvelle pelouse à ses protégés.
Pour grandir encore, l'homme d'affaires fait appel à Jean Tigana en avril 2000 qui s'engage pour cinq ans mais doit obtenir la montée en première division dès la première saison. Le Français, qui découvre son groupe fin juin, raccourcit les vacances, surveille la diététique et modifie le contenu des entraînements. L'équipe aligne onze victoires consécutives, prend la tête du championnat et ne la quitte plus. L'équipe offre un jeu construit et offensif où Louis Saha, arrivé avec Tigana, conclut les actions (32 buts toutes compétitions confondues). Le FFC enlève le titre à cinq journées de la fin du marathon de 46 matchs. Meilleure attaque et meilleure défense, le club est sacré champion avec 101 points (record égalé) et 30 victoires. Après trente-trois saisons de vaches maigres, Fulham retrouve la première division.
Tigana conserve son noyau dur et recrute le gardien de la Juventus Edwin van der Sar (70 MF[Quoi ?]) et une poignée de Français : Sylvain Legwinski, Steed Malbranque, Abdeslam Ouaddou et surtout Steve Marlet, acheté à l'Olympique lyonnais pour 120 MF[Quoi ?] (record du club). Pour sa première saison en Premier League, l'équipe, entraînée par Jean Tigana et emmenée par Louis Saha (auteur de 8 buts) assure assez tranquillement son maintien en finissant 13e, 8 points devant le premier relégable.
Saison 2002-2003 : Le club participe pendant l'été à la Coupe Intertoto. Il remporte ce trophée (conjointement avec Málaga CF et le VfB Stuttgart), ce qui permet au club de se qualifier pour la Coupe UEFA. Il est éliminé en seizièmes de finale par le Hertha BSC Berlin. En championnat, la deuxième saison est plus compliquée pour Fulham qui n'assure définitivement son maintien qu'à la 35e journée. À l'issue de cette saison décevante, Jean Tigana est remplacé par le Gallois Chris Coleman.
Saison 2003-2004 : Cette saison reste dans les esprits des supporters comme une des plus belles de l'histoire du club, qui se hisse à la 9e place. Côté transferts, les faits marquants de cette saison sont tout d'abord le départ pour Manchester United de Louis Saha, auteur de 13 buts lors de la première partie du championnat, pour environ 14 millions d'euros. Le second est l'arrivée du grand espoir néerlandais Collins John en provenance de Twente.
Saison 2004-2005 : La saison est moyenne pour le FFC, qui réalise un championnat correct récompensé par une place en milieu de tableau (12e). L'équipe est emmenée lors de cette saison par Luis Boa Morte, Steed Malbranque et Edwin van der Sar
Saison 2005-2006 : Une autre saison calme pour FFC qui finit pour la deuxième année consécutive à la 12e place. Le club voit exploser son grand espoir Collins John, auteur de 11 buts et meilleur buteur du club, récompensé par deux capes internationales avec les Pays-Bas.
Saison 2006-2007 : Cette saison est marquée par plusieurs départs de joueurs majeurs : Steed Malbranque à Tottenham Hotspur et Boa Morte à West Ham. Le Nord-Irlandais Lawrie Sanchez est le nouvel entraîneur de l'équipe, qui sauve sa place dans l'élite dans les toutes dernières journées.
Saison 2007-2008 : Le manager fait venir de nombreux joueurs afin de donner un nouveau souffle à l'équipe. La première partie de saison est catastrophique puisque le club est relégable. L'entraîneur est limogé en décembre et remplacé par Roy Hodgson, qui parvient à sauver le club in extremis. L'attaquant américain Brian Mc Bride âgée de 36 ans tire sa révérence.
Saison 2008-2009 : L'entraîneur Roy Hodgson fait venir au club des joueurs internationaux tels que Zoltán Gera, Andy Johnson ou encore John Paintsil et le club réalise cette saison-là le plus beau parcours de son histoire récente : le club termine en 7e position et se qualifie pour la Ligue Europa.
Saison 2009-2010 : Les Cottagers réalisent une saison décevante en ne finissant que 12e en ne parvenant pas à confirmer les promesses des saisons précédentes. Ils se rattrapent en atteignant la finale de la Ligue Europa après avoir éliminé successivement le Shakhtar Donetsk, la Juventus, le VfL Wolfsburg et Hambourg SV. Ils s'inclinent en finale contre l'Atlético de Madrid.
Saison 2010-2011 : Roy Hodgson parti à Liverpool, Mark Hughes débarque dans la banlieue sud londonienne. Une nouvelle ère commence pour Fulham. Bobby Zamora se blesse gravement dès le début de la saison. Les Cottagers n'arriveront jamais à décoller, enchaînant les matchs nuls. Ils termineront 8e et accéderont à la Ligue Europa grâce au challenge du fair play.
Saison 2011-2012 : nouveau changement d'entraîneur avec l'arrivée de Martin Jol. Pas de miracle pour les Cottagers qui boucleront l'exercice à la 9e place sans parvenir à accrocher une place pour l'Europe.
Saison 2012-2013 : Malgré l'achat de plusieurs joueurs de qualités comme Mladen Petrić, Dimitar Berbatov ou encore Ashkan Dejagah, le Fulham de Jol termine à une 12e place conquise dans la douleur.
Saison 2013-2014 : Saison cauchemardesque pour les Cottagers qui sont relégués en 2e Division après 13 ans en Premier League. Le club aura eu trois managers durant cette saison avec Martin Jol (jusqu'au 1er décembre), son successeur Rene Meulensteen sera renvoyé deux mois plus tard et remplacé par l'ancien entraîneur du Bayern Munich Felix Magath. À noter le rachat en début de saison de Fulham par l'homme d'affaires américano-pakistanais Shahid Khan qui remplace Mohamed Al-Fayed.
Saison 2014-2015 : a été la 117e saison professionnelle de Fulham et la première de la 2e division. Fulham a pris un seul point à ses huit premiers matchs, annulant ainsi toute chance de promotion. Fulham a temporairement sauvé sa saison en virant Felix Magath et en nommant Kit Symons. Fulham a seulement perdu l'un de ses six derniers matchs, ce qui l'a gardé en sécurité au détriment de Millwall, Wigan Athletic et Blackpool.
Saison 2015-2016 : est la deuxième saison consécutive de Fulham de la 2e division. Parallèlement à la compétition dans la 2e division, le club a également participé à la FA Cup et la Coupe de la Ligue. Au classement général, Fulham s'est classé 20e de la 2e division et est passé au troisième tour dans la coupe de la ligue et dans la coupe FA.
Saison 2016-2017 : La saison 2016-17 est la 119e saison professionnelle du club et la troisième consécutive du championnat de la 2e division. Fulham s'est assuré une place dans les barrages de la 2e division de l'EFL 2016-17 en battant Sheffield Wednesday 2-1 à l'extérieur, le 7 mai 2017, mais ils n'ont pas eu de promotion. Au classement général, ils se sont classés 6e dans la 2e division, ont atteint le 3e tour de la coupe de la ligue et le 2e tour de la coupe de la FA.
A l'issue de la saison 2017-18, le club est promu en Premier League, après avoir gagné le play-off contre Aston Villa.

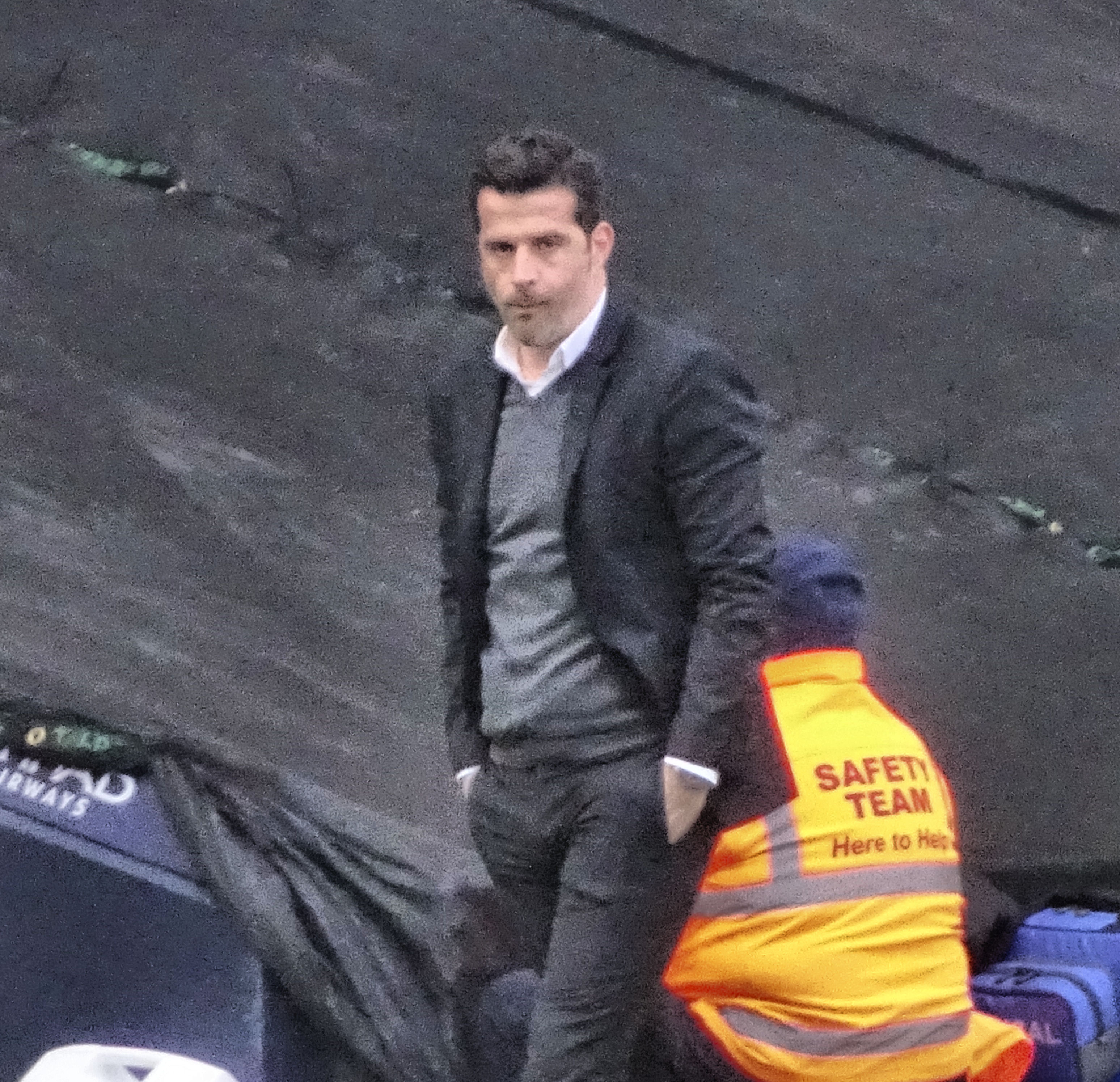
Marco Silva, l'entraineur actuel.

Saison 2018-2019 : Pour la première fois en une saison, le club a eu trois managers. Le premier, Slaviša Jokanović, est renvoyé en novembre 2018, le 2e, l'expérimenté Claudio Ranieri ne restera que 3 mois, et le dernier, Scott Parker (adjoint) assurera la fin de la saison, malgré la redescente du club en Championship à l'issue de la saison, Scott Parker est nommé entraîneur principal le 10 mai 2019.
Saison 2019-2020 : Le club finit à la 3e place et doit donc disputer des play-offs. Fulham retrouve de nouveau la Premier League en s'imposant contre Cardiff City (3-2 aller/retour) puis Brentford (2-1 après prolongations).
Cependant, les Cottagers ne parviennent toujours à se stabiliser dans l'élite anglaise, et redescendent de nouveau à l'issue de la saison 2020-2021 en finissant 18e. Scott Parker décidera de partir à l'issue de la saison, et sera remplacé par Marco Silva.
Durant la saison 2021-2022, Fulham dispute la première partie de tableau de D2 anglaise. En janvier 2022, le FFC devient la première équipe anglaise à marquer au moins six buts lors de trois matches consécutifs en 88 ans (Reading 7-0, Bristol 6-2 et Birmingham 6-2). Ils imitent Chester City, qui réussit le même exploit lors de la saison 1933-1934. Grâce à une très grande saison de son buteur serbe Aleksandar Mitrović, Fulham valide sa montée dès mars 2022 après une victoire contre Preston (3-0).

## Bilan sportif

### Palmarès
- Championnat d'Angleterre de deuxième division
  - Champion : 1949, 1999, 2001, 2022
  - Vice Champion : 1959
- Championnat d'Angleterre de troisième division
  - Champion : 1932, 1997
  - Vice Champion : 1971
- Coupe d'Angleterre
  - Finaliste : 1975
  - Demi-Finaliste : 1908, 1936, 1958, 1962, 2002
- Coupe Intertoto
  - Vainqueur : 2002
- Ligue Europa
  - Finaliste : 2010

### Bilan européen
Légende
- Victoire ou qualification pour le tour suivant
- Match nul
- Défaite ou élimination de la compétition

Note : dans les résultats ci-dessous, le score du club est toujours donné en premier.
| Saison    | Compétition     | Tour                | Club                   | Domicile | Extérieur | Total     |
| --------- | --------------- | ------------------- | ---------------------- | -------- | --------- | --------- |
| 2002-2003 | Coupe Intertoto | Deuxième tour       | FC Haka                | 0 - 0    | 1 - 1     | 1E - 1    |
| 2002-2003 | Coupe Intertoto | Troisième tour      | Egaleo FC              | 1 - 0    | 1 - 1     | 2 - 1     |
| 2002-2003 | Coupe Intertoto | Demi-finales        | FC Sochaux-Montbéliard | 1 - 0    | 2 - 0     | 3 - 0     |
| 2002-2003 | Coupe Intertoto | Finale              | Bologne FC             | 3 - 1    | 2 - 2     | 5 - 3     |
| 2002-2003 | Coupe UEFA      | 64es de finale      | Hajduk Split           | 2 - 2    | 1 - 0     | 3 - 2     |
| 2002-2003 | Coupe UEFA      | 32es de finale      | Dinamo Zagreb          | 2 - 1    | 3 - 0     | 5 - 1     |
| 2002-2003 | Coupe UEFA      | Seizièmes de finale | Hertha Berlin          | 0 - 0    | 1 - 2     | 1 - 2     |
| 2009-2010 | Ligue Europa    | Troisième tour Q    | FK Vėtra               | 3 - 0    | 3 - 0     | 6 - 0     |
| 2009-2010 | Ligue Europa    | Barrages Q          | Amkar Perm             | 3 - 1    | 0 - 1     | 3 - 2     |
| 2009-2010 | Ligue Europa    | Groupe E            | FC Bâle                | 1 - 0    | 3 - 2     | Deuxième  |
| 2009-2010 | Ligue Europa    | Groupe E            | CSKA Sofia             | 1 - 0    | 1 - 1     | Deuxième  |
| 2009-2010 | Ligue Europa    | Groupe E            | AS Rome                | 1 - 1    | 1 - 2     | Deuxième  |
| 2009-2010 | Ligue Europa    | Seizièmes de finale | Chakhtar Donetsk       | 2 - 1    | 1 - 1     | 3 - 2     |
| 2009-2010 | Ligue Europa    | Huitièmes de finale | Juventus FC            | 4 - 1    | 1 - 3     | 5 - 4     |
| 2009-2010 | Ligue Europa    | Quarts de finale    | VfL Wolfsburg          | 2 - 1    | 1 - 0     | 3 - 1     |
| 2009-2010 | Ligue Europa    | Demi-finales        | Hambourg SV            | 2 - 1    | 0 - 0     | 2 - 1     |
| 2009-2010 | Ligue Europa    | Finale              | Atlético de Madrid     | 1 - 2 ap | 1 - 2 ap  | 1 - 2 ap  |
| 2011-2012 | Ligue Europa    | Premier tour Q      | NSÍ Runavík            | 3 - 0    | 0 - 0     | 3 - 0     |
| 2011-2012 | Ligue Europa    | Deuxième tour Q     | Crusaders FC           | 4 - 0    | 3 - 1     | 7 - 1     |
| 2011-2012 | Ligue Europa    | Troisième tour Q    | RNK Split              | 2 - 0    | 0 - 0     | 2 - 0     |
| 2011-2012 | Ligue Europa    | Barrages Q          | Dnipro Dnipropetrovsk  | 3 - 0    | 0 - 1     | 3 - 1     |
| 2011-2012 | Ligue Europa    | Groupe K            | FC Twente              | 1 - 1    | 0 - 1     | Troisième |
| 2011-2012 | Ligue Europa    | Groupe K            | Odense BK              | 2 - 2    | 2 - 0     | Troisième |
| 2011-2012 | Ligue Europa    | Groupe K            | Wisła Cracovie         | 4 - 1    | 0 - 1     | Troisième |

## Personnalités du club

### Managers
| Rang | Nom                   | Période   |
| ---- | --------------------- | --------- |
| 1    | Harry Bradshaw (en)   | 1904-1909 |
| 2    | Phil Kelso (en)       | 1909-1924 |
| 3    | Andy Ducat            | 1921-1924 |
| 4    | Joe Bradshaw (en)     | 1926-1929 |
| 5    | Ned Liddell (en)      | 1929-1931 |
| 6    | Jimmy McIntyre (en)   | 1931-1934 |
| 7    | Jimmy Hogan           | 1934-1935 |
| 8    | Jack Peart            | 1935-1948 |
| 9    | Frank Osborne (en)    | 1948-1949 |
| 10   | Bill Dodgin, Sr.      | 1949-1953 |
| 11   | Frank Osborne (en)    | 1953-1956 |
| 12   | Doug Livingstone      | 1956-1958 |
| 13   | Bedford Jezzard       | 1958-1964 |
| 14   | Vic Buckingham        | 1965-1968 |
| 15   | Bobby Robson          | 1968      |
| 16   | Bill Dodgin, Jr. (en) | 1969-1972 |

| Rang | Nom                | Période   |
| ---- | ------------------ | --------- |
| 17   | Alec Stock (en)    | 1972-1976 |
| 18   | Bobby Campbell     | 1976-1980 |
| 19   | Malcolm Macdonald  | 1980-1984 |
| 20   | Ray Harford (en)   | 1984-1986 |
| 21   | Ray Lewington (en) | 1986-1990 |
| 22   | Alan Dicks (en)    | 1990-1991 |
| 23   | Don Mackay         | 1991-1994 |
| 24   | Ian Branfoot       | 1994-1996 |
| 25   | Micky Adams (en)   | 1996-1997 |
| 26   | Ray Wilkins        | 1997-1998 |
| 27   | Kevin Keegan       | 1998-1999 |
| 28   | Paul Bracewell     | 1999-2000 |
| 29   | Karl-Heinz Riedle  | 2000      |
| 30   | Jean Tigana        | 2000-2003 |
| 31   | Chris Coleman      | 2003-2007 |
| 32   | Lawrie Sanchez     | 2007      |

| Rang | Nom                | Période   |
| ---- | ------------------ | --------- |
| 33   | Ray Lewington (en) | 2007      |
| 34   | Roy Hodgson        | 2007-2010 |
| 35   | Ray Lewington (en) | 2010      |
| 36   | Mark Hughes        | 2010-2011 |
| 37   | Martin Jol         | 2011-2013 |
| 38   | René Meulensteen   | 2013-2014 |
| 39   | Felix Magath       | 2014      |
| 40   | Kit Symons         | 2014-2015 |
| 41   | Peter Grant        | 2015      |
| 42   | Stuart Gray        | 2015      |
| 43   | Slaviša Jokanović  | 2015-2018 |
| 44   | Claudio Ranieri    | 2018-2019 |
| 45   | Scott Parker       | 2019-2021 |
| 46   | Marco Silva        | 2021-0000 |

### Effectif professionnel actuel
Le premier tableau liste l'effectif professionnel du Fulham FC pour la saison 2025-2026. Le second recense les prêts effectués par le club lors de cette même saison.
En grisé, les sélections de joueurs internationaux chez les jeunes mais n'ayant jamais été appelés aux échelons supérieurs une fois l'âge-limite dépassé ou les joueurs ayant pris leur retraite internationale.

### Joueurs célèbres
Équipe finaliste de la Ligue Europa 2009-2010
| Joueur          | Poste             | Joueur entrant    |
| --------------- | ----------------- | ----------------- |
| Mark Schwarzer  | Gardien de but    |                   |
| Chris Baird     | Défenseur droit   |                   |
| Paul Konchesky  | Défenseur gauche  |                   |
| Aaron Hughes    | Défenseur central |                   |
| Brede Hangeland | Défenseur central |                   |
| Damien Duff     | Milieu droit      | Erik Nevland      |
| Simon Davies    | Milieu gauche     |                   |
| Dickson Etuhu   | Milieu central    |                   |
| Danny Murphy    | Milieu central    | Jonathan Greening |
| Bobby Zamora    | Attaquant         | Clint Dempsey     |
| Zoltán Gera     | Attaquant         |                   |
| Roy Hodgson     | Manager           |                   |

| · Schwarzer · Konchesky · Hangeland · Hughes · Baird · Etuhu · Duff · Murphy · Gera · Davies · Zamora |

| · Schwarzer · Konchesky · Hangeland · Hughes · Baird · Etuhu · Duff · Murphy · Gera · Davies · Zamora |

Joueur de l'année
| Saison    | Gagnant        |
| --------- | -------------- |
| 2004-2005 | Luís Boa Morte |
| 2005-2006 | Brian McBride  |
| 2006-2007 | Brian McBride  |
| 2007-2008 | Simon Davies   |
| 2008-2009 | Mark Schwarzer |
| 2009-2010 | Zoltán Gera    |
| 2010-2011 | Clint Dempsey  |
| 2011-2012 | Clint Dempsey  |

| Saison    | Gagnant             |
| --------- | ------------------- |
| 2012-2013 | Dimitar Berbatov    |
| 2013-2014 | Ashkan Dejagah      |
| 2014-2015 | Ross McCormack      |
| 2015-2016 | Ross McCormack      |
| 2016-2017 | Tom Cairney         |
| 2017-2018 | Tim Ream            |
| 2018-2019 | Calum Chambers      |
| 2019-2020 | Aleksandar Mitrović |

| Saison    | Gagnant             |
| --------- | ------------------- |
| 2020-2021 | Alphonse Areola     |
| 2021-2022 | Aleksandar Mitrović |
| 2022-2023 | João Palhinha       |
| 2023-2024 | Antonee Robinson    |
| 2024-2025 | Calvin Bassey       |
| 2025-2026 | À venir             |

Autres joueurs emblématiques
- Zat Knight
- Roy Bentley
- Chris Smalling
- George Best
- Jari Litmanen
- Vincenzo Montella
- Steve Marlet
- Louis Saha
- Philippe Christanval
- Olivier Dacourt
- Sylvain Legwinski
- Alain Goma
- Martin Djetou
- Pascal Zuberbühler
- Mousa Dembélé
- John Arne Riise
- Pierre Womé
- John Paintsil
- Bryan Ruiz
- Tony Warner
- Carlos Bocanegra
- Jun'ichi Inamoto

## Stades
Le club a utilisé un nombre impressionnant de stades différents au cours de son histoire : Star Road (1879-1883), Eel Brook Common (1883-1884), Lillie Rec (1884-1885), Putney Lower Common (1885-1886), Ranelagh House (1886-1888), Barn Elms (1888-1889), Parsons Green (1889-1891), Half Moon (1891-1895), Cpt. James Field (1895-1896), Craven Cottage (1896-2002), Loftus Road (2002-2004, pendant les travaux à Craven Cottage), puis Craven Cottage (depuis 2004).
Le 8 octobre 1938, 49 335 spectateurs assistent à la réception de Millwall à Craven Cottage, ce qui constitue le record d'affluence du club.

## Rivalités
Chelsea est une équipe de Premier League basée à Fulham. Stamford Bridge, le stade des Blues, est situé à Fulham. C'est la principale raison d'une rivalité entre deux clubs qui donne lieu à un derby assez chaud, connu sous le nom de West London Derby. Fulham vit également des rivalités avec d'autres équipes dans l'ouest de Londres, tels que les Queens Park Rangers et Brentford, leur rivalité étant cependant moins forte en raison de leur différence de niveau au cours des dernières saisons.
Les autres clubs rivaux de Fulham à Londres sont West Ham United, Crystal Palace, Tottenham Hotspur, Charlton Athletic, Chelsea, et Arsenal. En dehors de Londres, il y a peu d'équipes rivales, même si Blackburn Rovers et Fulham ont joué des matchs tendus : les clubs ont notamment lutté pour le titre en Football League Championship (le niveau en dessous de l'élite) en 2001. Cette saison-là, Fulham devança finalement les Rovers de 10 points.